# Hagem
Hagem (bis ins 20. Jahrhundert noch Hagen) ist ein mitten in Datteln liegender Stadtteil im Kreis Recklinghausen in Nordrhein-Westfalen.  In Hagem leben rund  4500 Menschen.

## Geographie
Hagem besteht aus vielen Siedlungen mit Ein- und Mehrfamilienhäusern. Es gibt auch einige Bauernhöfe, auf denen Landwirtschaft oder Pferdehaltung betrieben wird. Durch Hagem fließt der Dattelner Mühlenbach und der Dümmerbach der auch durch Dümmersiedlung fließt. Die Hauptstraße des Stadtteils ist der Hagemer Kirchweg. Es gibt einen kleinen Park.
Im Westen von Hagem liegt der ländliche Stadtteil Bauerschaft Hagem, im Norden liegt Hachhausen und im Nord-Osten Beisenkamp. Im Süd-Osten liegt der Emscher-Lippe Bezirk wo das Kraftwerk Datteln steht. Im Süd-Osten grenzt die Dümmersiedlung an und im Süd-Westen grenzt Meckinghoven an.

## Geschichtliches
Hagem hat eine bis ins 9. Jahrhundert zurückreichenden Geschichte. Die älteste schriftliche Erwähnung des Ortes findet sich im Urbar der Abtei Werden, das vor dem Jahr 890 angelegt wurde. In Verzeichnis erscheint Hagem in Verbindung mit dem Eintrag: „In villa Hagon sive Piluchem Hildiger liber XVI de sigilo“, was übersetzt etwa bedeutet: „Auf dem Hofe Hagon oder Piluchem zahlt der Freie Hildiger 16 Scheffel Roggen.“ Damit gehört Hagem zu den am frühesten genannten Orten im Gebiet des heutigen Datteln. Der Ortsname wird hier als „Hagon“ oder „Hagen“ überliefert.
Die sogenannte Große Vogteirolle des Grafen Friedrich von Isenberg-Altena aus der Zeit um 1220 nennt Hagenheim (Hagem) als einen von mehreren Orten im Kirchspiel Datteln. Sie führt zwei Höfe dort auf. Diese Rolle dokumentiert die Vogteirechte über Besitzungen des Stifts Essen und ist eine der bedeutendsten schriftlichen Quellen für die frühe Geschichte von Hagem. Hier erscheinen Hagem, Pelkum, Rapen, Wentrup und Natrop als eigenständige Orte.
Hagem war im Mittelalter Standort mehrerer Höfe, die in bedeutenden Besitzverzeichnissen verzeichnet wurden. Im sogenannten Essener Kettenbuch aus dem Jahr um 1332, einem Güterverzeichnis der Äbtissin von Essen, sind zwei Höfe in Hagem genannt:
- Nollenhuve (später Grage oder Grave genannt)
- Nederhuve (heute Nierhof)

In Hagem wurde zudem 1383 ein Nierhöfer erwähnt, 1421 ein Lettmann, und 1492 ein Kindermann, was auf traditionsreiche Hofstellen und Familiennamen im Ort hinweist.

### Herkunft des Namens
Der heutige Name Hagem leitet sich nicht direkt von „Hagen“, sondern von der ursprünglichen Bezeichnung Hagonheim oder Hagenheim ab. Das Grundwort -heim (bzw. -hem) bedeutet „Heim“ oder „Gehöft“, während der erste Bestandteil wahrscheinlich den Personennamen Hagon oder Hagen darstellt. Der Name Hagem bedeutet also ursprünglich „das Heim des Hagon/Hagen“. Die erste Nennung als Haghenhem findet sich im Jahr 1188 in einem Güterverzeichnis des Grafen von Dale: „In parochia Datlen domus in Haghenhem“. In einer Urkunde von 1269 erscheint die Form Hagenem, womit sich die sprachliche Entwicklung des Ortsnamens gut nachvollziehen lässt.

## Kultur
In Hagem gibt es einen ausgelagerten Teil des städtischen Gymnasiums, eine Grundschule und einen Kindergarten. Eine katholische Kirche St. Josef befindet sich an der Grenze zum Stadtteil Beisenkamp. Einkaufsmöglichkeiten sind mit einem Supermarkt, einer Fleischerei, einer Bäckerei und einem Zeitschriftenladen vorhanden. Und der TSV Datteln nutzt die Sporthallen an der Grundschule.

## Verkehr
Wie die gesamte Stadt Datteln ist auch Dümmer an das Busnetz der Vestischen Straßenbahn angeschlossen. Die Linien SB 22, 280, 281 und 286 binden den Stadtteil an.
| Linie | Verlauf | Takt (Mo–Fr) |
| ----- | --- | ------------ |
| SB22  | Datteln Bus Bf – Beisenkampsiedlung – Hagem Vestische Kinderklinik – Dümmer Böckenheckstr. – Meckinghoven Neuer Weg – Datteln Bf – Henrichenburg – Habinghorst – Castrop-Rauxel Hbf – Europaplatz – Castrop Münsterplatz | 30 min       |
| 280   | Datteln Elisabethstr. – Ostring →/← Datteln Hafen – Datteln Bus Bf – Hagem – Dümmersiedlung – Meckinghoven | 60 min       |
| 281   | Datteln Elisabethstr. – Datteln Hafen →/← Ostring – Datteln Bus Bf – Hagem – Dümmersiedlung – Meckinghoven – Horneburg                                                                                                   | 60 min       |
| 286   | centroOmed – Datteln Bus Bf – Beisenkampsiedlung – Hagem – Hagemer Feld | 60 min       |